# Shep Pettibone
Shep Pettibone, nome completo Robert E. Pettibone jr. (New York, 10 luglio 1959), è un disc jockey e produttore discografico statunitense.
È uno dei più prolifici remixer degli anni ottanta proprio in virtù di aver remixato numerosi brani di svariati artisti. Dapprima conduttore radiofonico della radio newyorkese WRKS-FM, divenne produttore/remixer per la Salsoul Records, etichetta discografica disco/dance. Le sue capacità di remixer lo portarono a lavorare, nei primi anni ottanta, con star internazionali come Madonna, Prince, Pet Shop Boys, Duran Duran, Janet Jackson, George Michael e Depeche Mode.
Assieme ad Arthur Baker è stato un pioniere nello sviluppare e portare alla popolarità molti aspetti della cultura dance e hip-hop, fra cui lo scratching.

## Biografia

### I primi anni
Shep Pettibone è stato uno dei primi ad effettuare diversi remix (con diversi approcci) da pubblicare nello stesso singolo: ciò che oggi è la procedura standard, ovvero pubblicare diversi remix e formati di una canzone è possibile grazie a pionieri come Shep Pettibone.
La sua tipologia di remix iniziò ad essere conosciuta al pubblico nel 1982 quando iniziò a creare dei remix per canzoni famose e ribattezzati "Mastermixes". Con il passare del tempo le sue produzioni divennero vere e proprie fasi di studio di una canzone.
I suoi "Mastermixes" spesso includono versioni "dub" o instrumentali della canzone, con alcune lavorazioni sulle parti vocali, per produrre versioni estese del brano. Il momento in cui il lavoro di Shep Pettibone venne consacrato fu verso la fine del 1982 quando alcuni dei "Mastermixes" furono pubblicati in un doppio-album.

### Gli anni di successo
Shep Pettibone iniziò a lavorare in studio su diversi singoli famosi dell'epoca, fra cui successi degli Skyy, Inner Life, the Salsoul Orchestra e Loleatta Holloway (tutti sotto etichetta discografica Salsoul Records).
Dopo un paio di remix ben riusciti per i brani Let No Man Put Asunder e Dr. Love, la consacrazione arriva nel 1985 con la stretta collaborazione fra Shep Pettibone e Madonna e i Pet Shop Boys. Anche i Level 42 vantano un brano remixato da Shep Pettibone: si tratta del "turnaround mix" di Something About You nel 1985 che diede al brano un successo mondiale dopo la sua prima pubblicazione poco fruttuosa.
Shep Pettibone ha mixato anche la famosa versione video di The Pleasure Principle, singolo di Janet Jackson del 1987. Moltissimi brani di Jackson, specialmente del suo album Rhythm Nation 1814 vennero remixati da Shep Pettibone, fra cui Miss You Much, Alright, Love Will Never Do (Without You) e Escapade.
Anche Cathy Dennis, autrice e produttrice di diversi successi di Kylie Minogue, ha collaborato con Pettibone per i remix di Just Another Dream, Touch Me (All Night Long) e You Lied To Me. Con i remix Pettibone ha reso possibile la commercializzazione di queste canzoni, tutte non estratte come singoli. Tale manovra ha incrementato decisamente le vendite dell'album di Dennis.
Oggi Shep Pettibone è proprietario del Paradise Nightclube del The Empress Hotel in Asbury Park, New Jersey.

## Le collaborazioni più significative

### Pet Sheppettibone
Particolarmente forte fu l'alleanza formata con i Pet Shop Boys (ribattezzata "Pet Sheppetibone") con i quali remixa le loro hit mondiali West End Girls, Love Comes Quickly (entrambi i remix vennero poi inclusi nell'album Disco del 1986), Opportunities (Let's Make Lots of Money), Heart (anche prodotta), What Have I Done to Deserve This?, Left to My Own Devices e Always on My Mind.
Oltre ai vari remix, con i Pet Shop Boys vengono co-prodotte diverse altre canzoni: Was That What It Was?, b-side del singolo Opportunities (Let's Make Lots of Money) del 1986, You Know Where You Went Wrong, b-side del singolo It's a Sin del 1987 (entrambe incluse nella raccolta Alternative) e I Want to Wake Up, brano dell'album Actually del 1987;

### Madonna
Numerosi brani di Madonna vennero remixati, scritti e prodotti da Shep Pettibone: il primo remix fu il "Color mix" per il singolo True Blue del 1986. L'anno successivo è la volta di Into the Groove che viene letteralmente stravolta con la magia di Pettibone. Dopo i vari remix di Causing a Commotion, Like a Prayer e Express Yourself, Shep Pettibone viene maggiormente coinvolto con Madonna con i remix di Vogue, la sua collaborazione per l'album Erotica e l'intera composizione di un album che doveva uscire nel 1994 ma che poi non venne portato a termine. Ciò fece intendere ad una fine di rapporto lavorativo fra i due ma tre anni dopo (1997) Gary Barlow (membro dei Take That) dichiara che la sua hit Love Won't Wait è un brano scritto da Shep Pettibone e Madonna e che si tratta di una terza canzone che i due scrissero. Le altre due vennero poi concluse da Madonna con altri produttori.

## Brani remixati e/o prodotti da Shep Pettibone
- Aftershock - She Loves Me, She Loves Me Not (1990)
- Afrika Bambaataa & The Jazz 5 - Jazzy Sensation (1982)
- Alisha - All The Night (1985)
- Alisha - Baby Talk (1985)
- Alisha - Boys Will Be Boys (1985)
- Alisha - One Little Lie (1985)
- Alisha - Stargazing (1986)
- Alisha - Too Turned On (1985)
- Alyson Williams - Yes We Can (1986)
- Arnie's Love - Date With The Rain (1985)
- Apollo Smile - Dune Buggy (1991)
- Arcadia - Say The Word (1985)
- Art of Noise - Beat Box (1984)
- Aurra - Baby Love (1982)
- Aurra - Checking You Out (1982)
- Aurra - Such A Feeling (1982)
- The B-52's - Summer of Love (1986)
- The B-52's - The Girl From Ipanema Goes to Greenland (1986)
- Bananarama - Preacher Man (1991)
- Barbara Fowler - Knockin' On My Door (1985)
- Barone - Shake It Up (´Til Ya Drop) (1985)
- Bee Gees - You Win Again (1988)
- Belinda Carlisle - Heaven Is a Place on Earth (1988)
- Belinda Carlisle - I Get Weak (1988)
- The Belle Stars - World Domination (1986)
- Betty Boo - Doin' The Do (1990)
- Betty Boo - Where Are You Baby (1990)
- Bianca - My Emotions (1989)
- Bobby Orlando & His Banana Republic - Somebody (1985)
- Boogie Box High - Nervous (1989)
- Boys Don't Cry - Cities On Fire (1986)
- Breakfast Club - Express Away To Your Heart (1988)
- Breakfast Club - Never Be The Same (1987)
- The Brooklyn, Bronx & Queen Band - Dreamer (1987)
- Bros - Drop the Boy (1988)
- Bros - I Owe You Nothing (1988)
- Candido - Jingo (1983)
- Carl Bean - I Was Born This Way (1986)
- Carol Jiani - Touch And Go Lover (1984)
- Carol Williams - No One Can Do It (Like You) (1981)
- Casanova - Eye Contact (1983)
- Cathy Dennis - Just Another Dream (1991)
- Cathy Dennis - Touch Me (All Night Long) (1991)
- Cathy Dennis - Everybody Move (1991)
- Cathy Dennis -You Lied To Me (1992)
- Cat Miller - Ready Or Not (1985)
- CC: Diva - I'll Always Follow Me (1988)
- Cheri - So Pure (1983)
- Cheri - Working Girl (1983)
- Clair And Love Exchange Hicks - Push (In The Bush) (1985)
- Claudja Barry - Down On Couting (1986)
- Colors - Am I Gonna Be The One (1983)
- Communards - Never Can Say Goodbye (1987)
- Conquest -Give It To Me (If You Don't Mind) (1982)
- Cyndi Lauper - Change of Heart (1986)
- Cyndi Lauper - What's Going On (1987)
- Daryl Hall - Foolish Pride (1986)
- David Bowie - Day-In Day-Out (1987)
- David Bowie - Never Let Me Down (1987)
- David Essex - Rock On (1989)
- David McPherson - You Can't Stop (1982)
- Debbie Gibson - Electric Youth (1989)
- Debbie Harry - Heart of Glass (solo version, re-recorded) (1988)
- Depeche Mode - Behind the Wheel (1987)
- Diana Ross - Paradise (1989)
- Diana Ross - Shock Waves (1987)
- Donna Garraffa - Let Me Be Your Fantasy (1985)
- D-Train - Keep On (1983)
- D-Train - You're The One For Me (1982)
- Duran Duran - I Don't Want Your Love (1988)
- Duran Duran - All She Wants Is (1988)
- Dusty Springfield - In Private (1989)
- Dusty Springfield - Reputation (1989)
- Eleonor - Adventure (1986)
- Elton John - I Don't Wanna Go On With You Like That (1988)
- Elton John - Healing Hands (1989)
- Empress - Dyin' To Be Dancin' (1982)
- Erasure - Chains of Love (1988)
- Erasure - Blue Savannah (1989)
- Falco - Do It Again (1988)
- First Choice - Let No Man Put Asunder (1983)
- First Choice - Dr. Love (1983)
- Five Star - Are You Man Enough (1987)
- Five Star - Rain or Shine (1986)
- Five Star - The Slightest Touch (1987)
- Five Star - Somewhere Somebody (1987)
- Five Star - Treat Me Like a Lady (1990)
- Five Star - Find the Time (1986)
- Five Star - If I Say Yes(1986)
- The Flirts - You & Me (1985)
- The Flirts - New Toy (1986)
- Four In Legion - Party In My Pants (1984)
- Fox the Fox - Precious Little Diamond (1984)
- France Joli - Does He Dance (1985)
- France Joli - Gonna Get Over You (1982)
- France Joli - I Wanna Take A Chance On Love (1982)
- Gayle Adams - Love Fever (1982)
- George Benson - Twice the love (1988)
- George Michael - Hard Day (1987)
- Gloria Gaynor - I Will Survive (1990)
- Howard Hewett - Stay (1986)
- Huey Lewis & The News - Hip To Be Square (1986)
- Information Society - Walking Away (1988)
- Indeep - Last Night A DJ Save My Life (1982)
- Inner Life - I Like It Like That (1982)
- Inner Life - Moment Of My Life (1982)
- Instant Funk - (Just Because) You'll Be Mine (1986)
- Jaki Graham - From Now On (1989)
- Jaki Graham - The Better Part Of Me (1989)
- The Jammers - And You Know That (1982)
- The Jammers - Be Mine Tonight (1982)
- The Jammers - Let's B-B Break (1984)
- Jane Child - Don't Wanna Fall In Love (1989)
- Janet Jackson - The Pleasure Principle (1987)
- Janet Jackson - Alright (featuring Heavy D of Heavy D & the Boyz) (1990)
- Janet Jackson - State of the World (1991)
- Janet Jackson - Love Will Never Do Without You (1989)
- Janet Jackson - Escapade (1990)
- Janet Jackson - Rhythm Nation (1989)
- Janet Jackson - Miss You Much (1989)
- Jeannette "Lady" Day - Come Let Me Love You (1982)
- Jeffrey Osborne - Room With A View (1986)
- Jennifer Holliday - No Frills Love (1985)
- Jermaine Jackson - I Think It's Love (1982)
- The Jets - Cross My Broken Heart (1987)
- Junk Yard Dog - Grab Them Cakes (1985)
- Karyn White - Romantic (1991)
- Katunga - El Negro No Puede (1984)
- Keyna - Tell It To Me (1989)
- Kim Wilde - You Came (1988)
- Laid Back - It's The Way You Do It (1985)
- Laid Back - I'm Hooked (1985)
- Laid Back - One Life (1985)
- Labelle (Patti Labelle, Nona Hendryx & Sarah Dash) - Turn it Out
- The Latin Rascals - Don't Let Me Be Misunderstood (1988)
- Level 42 - Lessons In Love (1987)
- Level 42 - Something About You (1985)
- Level 42 - World Machine (1985)
- Leroy Burgess - Heartbreaker (1983)
- Leroy Burgess - Stranger (1983)
- Linda Taylor - You And Me Just Started (1982)
- Lionel Richie - Love Will Conquer All (1989)
- Lisa Lisa and Cult Jam - I Wonder If I Take You Home (1985)
- Lisa Stansfield - This Is the Right Time (1989)
- Loleatta Holloway - Love Sensation (1983)
- Loleatta Holloway - Crash Goes Love (1986)
- Louie Louie - Sittin' In The Lap Of Luxury (1990)
- Love and Money - Candy Bar Express (1986)
- Luther Vandross - Power of Love/Love Power (1991)
- Madonna - True Blue (1987)
- Madonna - Where's the Party (1986)
- Madonna - Into the Groove (1985)
- Madonna - Causing a Commotion (1987)
- Madonna - Like a Prayer (1989)
- Madonna - Express Yourself (1989)
- Madonna - Keep it Together (1990)
- Madonna - Vogue (1990)
- Madonna - Justify My Love (1990)
- Madonna - Rescue Me (1991)
- Madonna - Erotica (1992)
- Madonna - Deeper and Deeper (1992)
- Madonna - This Used to Be my Playground (1992)
- Madonna - Bad Girl (1993)
- Madonna - Fever (1993)
- Madonna - Rain (1993)
- Mahogany - Ride On The Rhythm (1983)
- Mariah Carey - Someday (1991)
- Mariah Carey - There's Got to Be a Way (1991)
- MC Hammer - Pray (1990)
- Metallica - Enter Sandman (1991)
- Miami Sound Machine - Bad Boy (1986)
- Michael McDonald - All We Got (It's Not Enough, Never Enough) (1990)
- Mico Wave - Star Search (1987)
- Mike & Brenda Sutton - Don't Let Go Of Me (Grip My Hips & Move Me) (1982)
- Mitsou - Bye Bye Mon Cowboy (1988)
- Morris Day - Are You Ready (1988)
- Natalie Cole - I Live For Your Love (1987)
- Natalie Cole - The Urge To Merge (1987)
- Narada - Divine Emotions (1988)
- New Order - Bizarre Love Triangle (1986)
- New Order - True Faith (1987)
- Nia Peeples - Street Of Dreams (1991)
- Nia Peeples - Trouble (1988)
- Nick Kamen - Each Time You Break My Heart (1986)
- Nick Scotti - Get Over (1993)
- The Nick Straker Band - A Little Bit Of Jazz (1982)
- Nu Shooz - Point of No Return (1986)
- Nu Shooz - Lost Your Number (1986)
- Nu Shooz - Don't Let Me Be The One (1986)
- NV - It's Alright (1983)
- NV - Let Me Do You (1984)
- Olivia Newton-John - The Rumour (1988)
- Paul McCartney - Ou Est Le Soleil?
- Paula Abdul - Knocked Out (1988)
- Paula Abdul - Forever Your Girl (1989)
- Paula Abdul - Opposites Attract (1990)
- Paul Lekakis - Tattoo In On Me (1990)
- Pebbles - Giving You the Benefit
- Pet Shop Boys - West End Girls (1985)
- Pet Shop Boys - Opportunities (Let's Make Lots of Money) (1986)
- Pet Shop Boys - Love Comes Quickly (1986)
- Pet Shop Boys - What Have I Done to Deserve This? (1987)
- Pet Shop Boys - Always on My Mind (1988)
- Pet Shop Boys - Heart (1988)
- Pet Shop Boys - Left to My Own Devices (1988)
- Pet Shop Boys - Was That What It Was? (1986)
- Pet Shop Boys - You Know Where You Went Wrong (1987)
- Pet Shop Boys - I Want To Wake Up (1987), facente parte dell'album Actually
- Phil Collins - Hang in Long Enough (1990)
- Phyllis Nelson - I Like You (1989)
- Pia Zadora - Dance Out Of My Head (1988)
- Pierre - Just Right (1984)
- Pilot - You Are The One (1984)
- Pointer Sisters - Friends' Advice (Don't Take It) (1990)
- Pointer Sisters - Gold Mine (1986)
- Pretty Poison - Nighttime (1988)
- Prince - Hot Thing (1987)
- Prince - Strange Relationship (1987)
- Prince - Glam Slam (1988)
- Rafael Cameron - Desires (1982)
- Ramsey Lewis - This Ain't No Fantasy (1985)
- Raw Silk - Do It To The Music (1983)
- Red Head Kingpin And The FBI - Get It Together (1991)
- Robey - Bored & Beautiful (1984)
- Robey - Killer Instinct (1985)
- Robey - One Night In Bangkok (1984)
- Rockers Revenge - Walking On Sunshine (1987)
- Run DMC - It's Tricky (1987)
- Run D.M.C. - Ghostbusters (1989)
- The Salsoul Orchestra - Ooh, I Love It (Love Break) (1983)
- The Salsoul Orchestra - Seconds (1982)
- S-xpress - Hey Music Lover (1988)
- Seal – The Beginning (1991)
- Secret Weapon - Must Be The Music (1982)
- Shakespear's Sister - Break My Heart (1988)
- Sharon Redd - Can You Handle It (1982)
- Sheena Easton - Eternity (1987)
- Shirley Lewis - You Can't Hide (1989)
- Siedah Garrett - K.I.S.S.I.N.G. (1988)
- Sinnamon - Thin Line (1984)
- Sinnamon - He's Gonna Take You Home (1982)
- Sinnamon - Thanks To You (1982)
- Sister Sledge - Here To Stay (1986)
- Skyy - Call Me (1982)
- Skyy - Let Love Shine (1982)
- Skyy - Let's Celebrate (1982)
- Skyy - Show Me The Way (1987)
- Slade - Slam The Hammer Down (1984)
- Slay Cabell - Feelin' Fine (1982)
- The Springsteen Brothers - She's Fine (1984)
- Steve Shelto - Don't You Give Your Love Away (1983)
- Stewart Copeland - Love Lessons (1987)
- The Strangers - Step Out Of My Dream (1983)
- The Strikers - Body Music (1982)
- Surface - Falling In Love (1982)
- Taylor Dayne - I'll Wait (1993)
- Taylor Dayne - Say A Prayer (1995)
- Technotronic - Techno Medley (1990)
- Terence Trent D'arby - Dance Little Sister (1987)
- Terence Trent D'arby - If You Let Me Stay (1987)
- Terry Lewis - Can You Feel It (1984)
- Tetsuya Komuro - Running to Horizon (1989)
- Third World - One To One (1985)
- Third World - Sense Of Purpose (1985)
- Thompson Twins - In the Name of Love (1988)
- Thompson Twins - Sugar Daddy (1989)
- Timex Social Club - Rumors (1986)
- Timex Social Club - Thinkin´ About Ya (1986)
- Tina Turner - Foreign Affair (1989)
- TKA - I Won't Give Up On You (1989)
- Toney Lee - Reach Up (1986)
- Tracie Spencer - This Time Make It Funky (1990)
- 2 Brave - After Midnight (1989)
- Unlimited Touch - Reach Out (Everlasting Lover) (1984)
- Unlimited Touch - Searching To Find The One (1982)
- Unique - You Make Me Feel So Good (1984)
- Vaughan & Butch Dayo Mason - Party On The Corner (1983)
- Vaughan & Butch Dayo Mason - You Can Do It (1982)
- Visual - The Music Got Me (1985)
- The Wally Jump Jr. & The Criminal Element - Don't Push Your Lock (1986)
- The Wally Jump Jr. & The Criminal Element - Jump Back (1986)
- Wang Chung - Let's Go! (1986)
- Warp 9 - Light Years Away (1983)
- Weeks & Co. - Going Out Of My Dream (1983)
- Weeks & Co. - Good To The Last Drop (1983)
- Weeks & Co. - If You're Looking For Fun (1983)
- Weeks & Co. - Knock, Knock (1983)
- Weeks & Co. - Rock Candy (1983)
- Weeks & Co. - Rockin´ It In The Pocket (1983)
- Weeks & Co. - Rock Your World (1983)
- Weeks & Co. - Tunnel Of Love (1983)
- Weeks & Co. - Your Next Door Neighbor (1983)
- Wild Party - No One Knows (1987)
- Will To Power - Fading Away (1988)
- The Wrestlers - Land of a Thousand Dances?!!? (1985)
- Whitney Houston - So Emotional (1987)
- Whitney Houston - I Belong To You (1991)